# Вікарі
Вікарі (італ. Vicari) — муніципалітет в Італії, у регіоні Сицилія,  метрополійне місто Палермо.
Вікарі розташоване на відстані близько 460 км на південь від Рима, 37 км на південний схід від Палермо.
Населення — 2916 осіб (2014).
Щорічний фестиваль відбувається 23 травня. Покровитель — святий мученик Юрій.

## Демографія
Населення за роками:

Станом на 1 січня 2023 року в муніципалітеті офіційно проживало 29 іноземців з 10 країн, серед них 20 громадян країн Євросоюзу.

## Сусідні муніципалітети
- Каккамо
- Кампофеліче-ді-Фіталія
- Чимінна
- Леркара-Фридді
- Прицці
- Роккапалумба